# Pteris adscensionis
Pteris adscensionis là một loài dương xỉ thuộc phân họ Pteridoideae của họ Pteridaceae. Đây là loài đặc hữu đảo Ascension, và có lẽ chỉ còn dưới 500 cá thể loài này trong tự nhiên. Loài này bị đe dọa do các loài du nhập kể từ khi con người đến đây sinh sống vào thế kỷ 18.